# Chocieborowice
Chocieborowice – wieś w Polsce położona w województwie dolnośląskim, w powiecie górowskim, w gminie Wąsosz. W latach 1975–1998 miejscowość należała administracyjnie do województwa leszczyńskiego.

## Zabytki
Do wojewódzkiego rejestru zabytków wpisany jest obiekt:
- zespół dworski:
  - dwór, z 1776 r., przebudowany w XIX/XX w.
  - oficyna, z końca XVIII w.
  - park (relikt), z XVIII-XIX w.